# Golden Raspberry Awards 1983
De Golden Raspberry Awards 1983 was het vierde evenement rondom de uitreiking van de Golden Raspberry Awards. De uitreiking werd gehouden op 8 april 1984 in de Third Street Elementary School in Los Angeles, Californië, voor de slechtste prestaties binnen de filmindustrie van 1983.

## Genomineerden en winnaars
| "Winnaar"* |

| Categorie | Nominaties |
| --- | ---------- |
| Slechtste film |            |
| The Lonely Lady (Universal), geproduceerd door Robert R. Weston |            |
| Hercules (MGM/UA / Cannon Films), geproduceerd door Menahem Golan and Yoram Globus |            |
| Jaws 3-D (Universal), geproduceerd door Rupert Hitzig |            |
| Stroker Ace (Universal), geproduceerd door Hank Moonjean |            |
| Two of a Kind (20th Century Fox), geproduceerd door Roger M. Rothstein en Joe Wizan |            |
| Slechtste acteur |            |
| Christopher Atkins in A Night in Heaven |            |
| Barbra Streisand (verkleed als man) in Yentl |            |
| John Travolta in Staying Alive en Two of a Kind |            |
| Lloyd Bochner in The Lonely Lady |            |
| Lou Ferrigno in Hercules |            |
| Slechtste actrice |            |
| Pia Zadora in The Lonely Lady |            |
| Faye Dunaway in The Wicked Lady |            |
| Linda Blair in Chained Heat |            |
| Loni Anderson in Stroker Ace |            |
| Olivia Newton-John in Two of a Kind |            |
| Slechtste mannelijke bijrol |            |
| Jim Nabors in Stroker Ace |            |
| Anthony Holland in The Lonely Lady |            |
| Joseph Cali in The Lonely Lady |            |
| Louis Gossett, Jr. in Jaws 3-D |            |
| Richard Pryor in Superman III |            |
| Slechtste vrouwelijke bijrol |            |
| Sybil Danning in Chained Heat en Hercules |            |
| Amy Irving in Yentl (kreeg eenOscar-nominatie voor dezelfde rol) |            |
| Bibi Besch in The Lonely Lady |            |
| Diana Scarwid in Strange Invaders |            |
| Finola Hughes in Staying Alive |            |
| Slechtste regisseur |            |
| Peter Sasdy voor The Lonely Lady |            |
| Joe Alves voor Jaws 3-D |            |
| Brian De Palma voor Scarface |            |
| John Herzfeld voor Two of a Kind |            |
| Hal Needham voor Stroker Ace |            |
| Slechtste scenario |            |
| The Lonely Lady, geschreven door John Kershaw en Shawn Randall, bewerking van de roman van Harold Robbins                                                                                  |            |
| Flashdance, geschreven door Tom Hedley en Joe Eszterhas, verhaal door Tom Hedley |            |
| Hercules, geschreven door Lewis Coats (Luigi Cozzi) |            |
| Jaws 3-D, geschreven door Richard Matheson en Carl Gottlieb, verhaal door Guerdon Trueblood.                                                                                               |            |
| Two of a Kind, geschreven door John Herzfeld |            |
| Slechtste nieuwe ster |            |
| Lou Ferrigno in Hercules |            |
| Cindy and Sandy (de dolfijnen) in Jaws 3-D |            |
| Finola Hughes in Staying Alive |            |
| Loni Anderson in Stroker Ace |            |
| Reb Brown in Yor, the Hunter from the Future |            |
| Slechtste originele lied |            |
| "The Way You Do It" uit The Lonely Lady, muziek en tekst door Jeff Harrington en J. Pennig                                                                                                 |            |
| "Each Man Kills The Thing He Loves" uit Querelle, muziek door Peter Raben, tekst van een gedicht door Oscar Wilde                                                                          |            |
| "Lonely Lady" from The Lonely Lady, muziek door Charles Calello, tekst door Roger Voudouris                                                                                                |            |
| "Yor's World!" uit Yor, the Hunter from the Future, muziek door Guido De Angelis en Maurizio De Angelis, tekst door Barbara Antonia, Susan Duncan-Smith, Pauline Hanna en Cesare De Natale |            |
| "Young and Joyful Bandit" uit Querelle, muziek door Peter Raben, tekst door Jeanne Moreau                                                                                                  |            |
| Slechtste muziek |            |
| The Lonely Lady, door Charles Calello, Jeff Harrington, J. Pennig en Roger Voudouris |            |
| Querelle, muziek door Peter Rabin |            |
| Superman III, muziek door Giorgio Moroder |            |
| Yentl, muziek door Michel LeGrand, tekst door Marilyn Bergman en Alan Bergman |            |
| Yor, the Hunter from the Future, muziek door John Scott, Guido deAngelis en Maurizio deAngelis                                                                                             |            |